# Film in 2022
Dit artikel gaat over films uitgebracht in het jaar 2022, filmfestivals en filmprijzen.

## Succesvolste films
De tien films uit 2022 die het meest opbrachten. 
| Rang | Titel                                       | Distributeur             | Opbrengst wereldwijd |
| ---- | ------------------------------------------- | ------------------------ | -------------------- |
| 1    | Avatar: The Way of Water                    | 20th Century Studios     | $ 2.320.250.281      |
| 2    | Top Gun: Maverick                           | Paramount Pictures       | $ 1.493.491.858      |
| 3    | Jurassic World Dominion                     | Universal Pictures       | $ 1.001.136.080      |
| 4    | Doctor Strange in the Multiverse of Madness | Walt Disney Pictures     | $ 955.775.804        |
| 5    | Minions: The Rise of Gru                    | Universal Pictures       | $ 939.433.210        |
| 6    | Black Panther: Wakanda Forever              | Walt Disney Pictures     | $ 859.208.836        |
| 7    | The Batman                                  | Warner Bros. Pictures    | $ 770.945.583        |
| 8    | Thor: Love and Thunder                      | Walt Disney Pictures     | $ 760.928.081        |
| 9    | The Battle at Lake Changjin II              | Huaxia Film Distribution | $ 626.571.697        |
| 10   | Puss in Boots: The Last Wish                | Universal Pictures       | $ 480.829.882        |

## Filmprijzen
| Datum       | Filmprijs                     | Editie     |
| ----------- | ----------------------------- | ---------- |
| 9 januari   | Golden Globe                  | 79e editie |
| 17 januari  | Prix Lumières                 | 27e editie |
| 24 januari  | Guldbagge                     | 57e editie |
| 5 februari  | Robert                        | 39e editie |
| 12 februari | Magritte du cinéma            | 11e editie |
| 12 februari | Goya                          | 36e editie |
| 25 februari | César                         | 47e editie |
| 6 maart     | Film Independent Spirit Award | 37e editie |
| 11 maart    | Japan Academy Prize           | 45e editie |
| 12 maart    | Ensor                         | 12e editie |
| 13 maart    | British Academy Film Award    | 75e editie |
| 13 maart    | Critics Choice Award          | 27e editie |
| 19 maart    | Bodil                         | 75e editie |
| 26 maart    | Golden Raspberry Award        | 42e editie |
| 27 maart    | Academy Award                 | 94e editie |
| 2 april     | Satellite Awards              | 26e editie |
| 10 april    | Canadian Screen Award         | 10e editie |
| 3 mei       | Premi David di Donatello      | 67e editie |
| 24 juni     | Deutscher Filmpreis           | 72e editie |
| 29 augustus | Premio Sur                    | 16e editie |
| 3 oktober   | Cóndor de Plata               | 70e editie |
| 11 oktober  | Ariel                         | 64e editie |
| 25 oktober  | Saturn Award                  | 50e editie |
| 10 december | Europese filmprijzen          | 35e editie |

## Filmfestivals
| Datum                      | Festival                                      | Editie     | Belangrijkste prijs |
| -------------------------- | --------------------------------------------- | ---------- | ------------------- |
| 20 - 30 januari            | Sundance Film Festival                        | 38e editie | Grand Jury Prize    |
| 28 januari - 6 februari    | Internationaal filmfestival van Göteborg      | 45e editie | Dragon Award        |
| 26 januari - 6 februari    | International Film Festival Rotterdam         | 51e editie | Tiger Award         |
| 10 - 20 februari           | Internationaal filmfestival van Berlijn       | 72e editie | Gouden Beer         |
| 17 - 28 mei                | Filmfestival van Cannes                       | 75e editie | Gouden Palm         |
| juni                       | Internationaal filmfestival van Shanghai      | 25e editie | Gouden Jue          |
| 1 - 9 juli                 | Internationaal filmfestival van Karlsbad      | 56e editie | Kristallen Bol      |
| 3 - 13 augustus            | Internationaal filmfestival van Locarno       | 75e editie | Gouden Luipaard     |
| 12 - 19 augustus           | Filmfestival van Sarajevo                     | 28e editie | Hart van Sarajevo   |
| 26 augustus - 2 september  | Internationaal filmfestival van Moskou        | 44e editie | Gouden Joris        |
| 31 augustus - 10 september | Filmfestival van Venetië                      | 79e editie | Gouden Leeuw        |
| 2 - 5 september            | Filmfestival van Telluride                    | 49e editie |                     |
| 8 - 18 september           | Internationaal filmfestival van Toronto       | 47e editie |                     |
| 9 - 18 september           | Film by the Sea                               | 24e editie |                     |
| 16 - 24 september          | Internationaal filmfestival van San Sebastián | 70e editie | Gouden Schelp       |
| 21 - 30 september          | Nederlands Film Festival                      | 42e editie | Gouden Kalf         |
| 11 - 22 oktober            | Film Fest Gent                                | 49e editie | Grand Prix          |
| 24 oktober - 2 november    | Internationaal filmfestival van Tokio         | 35e editie | Tokyo Grand Prix    |
| 3 - 13 november            | Internationaal filmfestival van Mar del Plata | 37e editie | Gouden Ástor        |
| 11 - 27 november           | Internationaal filmfestival van Tallinn       | 26e editie | Gouden Wolf         |
| 13 - 22 november           | Internationaal filmfestival van Caïro         | 44e editie | Gouden Piramide     |
| 20 - 28 november           | Internationaal filmfestival van India         | 53e editie | Gouden Pauw         |

## Lijst van films
Films die in 2022 zijn uitgebracht en een lemma in de Nederlandstalige Wikipedia hebben:
| Verschijningsdatum | Titel                                                  | Land                                                    | Opmerking                                           |
| ------------------ | ------------------------------------------------------ | ------------------------------------------------------- | --------------------------------------------------- |
| 5 januari 2022     | The 355                                                | Verenigde Staten                                        |                                                     |
| 12 januari 2022    | Scream                                                 | Verenigde Staten                                        |                                                     |
| 14 januari 2022    | Hotel Transylvania: Transformania                      | Verenigde Staten                                        |                                                     |
| 21 januari 2022    | 892                                                    | Verenigde Staten                                        | Sundance Film Festival                              |
| 21 januari 2022    | Emergency                                              | Verenigde Staten                                        | Sundance Film Festival                              |
| 21 januari 2022    | Fresh                                                  | Verenigde Staten                                        | Sundance Film Festival                              |
| 21 januari 2022    | Living                                                 | Verenigd Koninkrijk                                     | Sundance Film Festival                              |
| 21 januari 2021    | Redeeming Love                                         | Verenigde Staten                                        |                                                     |
| 21 januari 2022    | When You Finish Saving the World                       | Verenigde Staten                                        | Sundance Film Festival                              |
| 22 januari 2022    | Master                                                 | Verenigde Staten                                        | Sundance Film Festival                              |
| 22 januari 2022    | Nanny                                                  | Verenigde Staten                                        | Sundance Film Festival                              |
| 22 januari 2022    | Speak No Evil                                          | Duitsland / Nederland                                   | Sundance Film Festival                              |
| 22 januari 2022    | Watcher                                                | Verenigde Staten                                        | Sundance Film Festival                              |
| 23 januari 2022    | Cha Cha Real Smooth                                    | Verenigde Staten                                        | Sundance Film Festival                              |
| 23 januari 2022    | Dual                                                   | Verenigde Staten                                        | Sundance Film Festival                              |
| 24 januari 2022    | Alice                                                  | Verenigde Staten                                        | Sundance Film Festival                              |
| 26 januari 2022    | Met mes                                                | Nederland                                               | International Film Festival Rotterdam               |
| 28 januari 2022    | Home Team                                              | Verenigde Staten                                        | Netflix                                             |
| 31 januari 2022    | En corps                                               | Frankrijk / België                                      | Parijs                                              |
| 31 januari 2022    | Moonfall                                               | Verenigde Staten / China / Verenigd Koninkrijk / Canada | Los Angeles                                         |
| 1 februari 2022    | The Battle at Lake Changjin II                         | China                                                   |                                                     |
| 1 februari 2022    | Jackass Forever                                        | Verenigde Staten                                        |                                                     |
| 7 februari 2022    | Uncharted                                              | Verenigde Staten                                        | Barcelona                                           |
| 9 februari 2022    | Death on the Nile                                      | Verenigde Staten / Verenigd Koninkrijk                  |                                                     |
| 9 februari 2022    | Marry Me                                               | Verenigde Staten                                        | Los Angeles                                         |
| 10 februari 2022   | Kimi                                                   | Verenigde Staten                                        | HBO Max                                             |
| 11 februari 2022   | An Cailín Ciúin (The Quiet Girl)                       | Ierland                                                 | Internationaal filmfestival van Berlijn             |
| 13 februari 2022   | Der Passfälscher                                       | Duitsland / Luxemburg                                   | Internationaal filmfestival van Berlijn             |
| 14 februari 2022   | The Outfit                                             | Verenigde Staten                                        | Internationaal filmfestival van Berlijn             |
| 16 februari 2022   | Ik wist het                                            | Nederland                                               |                                                     |
| 16 februari 2022   | King                                                   | Frankrijk                                               |                                                     |
| 17 februari 2022   | Fistful of Vengeance                                   | Verenigde Staten                                        | Netflix                                             |
| 18 februari 2022   | Texas Chainsaw Massacre                                | Verenigde Staten                                        | Netflix                                             |
| 23 februari 2022   | The Batman                                             | Verenigde Staten                                        | Londen                                              |
| 1 maart 2022       | Turning Red                                            | Verenigde Staten                                        | Los Angeles                                         |
| 4 maart 2022       | Nowhere                                                | België                                                  | Filmfestival Oostende                               |
| 10 maart 2022      | The Contractor                                         | Verenigde Staten                                        |                                                     |
| 10 maart 2022      | Morbius                                                | Verenigde Staten                                        | Mexico-Stad                                         |
| 11 maart 2022      | Everything Everywhere All at Once                      | Verenigde Staten                                        | South by Southwest                                  |
| 12 maart 2022      | The Lost City                                          | Verenigde Staten                                        | South by Southwest                                  |
| 13 maart 2022      | X                                                      | Verenigde Staten                                        | South by Southwest                                  |
| 14 maart 2022      | Bodies Bodies Bodies                                   | Verenigde Staten                                        | South by Southwest                                  |
| 15 maart 2022      | Better Nate Than Ever                                  | Verenigde Staten                                        | Disney+                                             |
| 16 maart 2022      | The Bad Guys                                           | Verenigde Staten                                        |                                                     |
| 16 maart 2022      | Notre-Dame brûle                                       | Frankrijk / Italië                                      |                                                     |
| 20 maart 2022      | Ambulance                                              | Verenigde Staten                                        | Parijs                                              |
| 24 maart 2022      | The Twin                                               | Finland                                                 | Helsinki                                            |
| 25 maart 2022      | RRR                                                    | India                                                   |                                                     |
| 28 maart 2022      | The Northman                                           | Verenigde Staten                                        | Stockholm                                           |
| 29 maart 2022      | Fantastic Beasts: The Secrets of Dumbledore            | Verenigde Staten / Verenigd Koninkrijk                  | Londen                                              |
| 30 maart 2022      | Sonic the Hedgehog 2                                   | Verenigde Staten / Japan                                |                                                     |
| 30 maart 2022      | Zeppos - Het Mercatorspoor                             | België                                                  |                                                     |
| 10 april 2022      | De piraten van hiernaast: De ninja's van de overkant   | Nederland                                               |                                                     |
| 20 april 2022      | Costa!!                                                | Nederland                                               |                                                     |
| 24 april 2022      | Pachyderme                                             | Frankrijk                                               | Nationaal animatiefestival van Rennes               |
| 25 april 2022      | Downton Abbey: A New Era                               | Verenigd Koninkrijk / Verenigde Staten                  | Londen                                              |
| 27 april 2022      | 365 Days: This Day                                     | Polen                                                   | Netflix                                             |
| 27 april 2022      | Memory                                                 | Verenigde Staten                                        |                                                     |
| 28 april 2022      | Letter to a Pig                                        | IJsland / Frankrijk                                     | Internationaal filmfestival van San Francisco       |
| 28 april 2022      | Top Gun: Maverick                                      | Verenigde Staten                                        | Las Vegas                                           |
| 2 mei 2022         | Doctor Strange in the Multiverse of Madness            | Verenigde Staten                                        | Los Angeles                                         |
| 10 mei 2022        | Foodies                                                | Nederland                                               |                                                     |
| 13 mei 2022        | Senior Year                                            | Verenigde Staten                                        | Netflix                                             |
| 17 mei 2022        | Coupez!                                                | Frankrijk                                               | Filmfestival van Cannes                             |
| 18 mei 2022        | Le otto montagne                                       | België / Frankrijk / Italië                             | Filmfestival van Cannes                             |
| 19 mei 2022        | God's Creatures                                        | Ierland / Verenigd Koninkrijk / Verenigde Staten        | Filmfestival van Cannes                             |
| 19 mei 2022        | A Perfect Pairing                                      | Verenigde Staten                                        | Netflix                                             |
| 20 mei 2022        | F*ck de Liefde 2                                       | Nederland                                               | Netflix                                             |
| 20 mei 2022        | Chip 'n Dale: Rescue Rangers                           | Verenigde Staten                                        | Disney+                                             |
| 20 mei 2022        | Dalva                                                  | Frankrijk / België                                      | Filmfestival van Cannes                             |
| 20 mei 2022        | Three Thousand Years of Longing                        | Australië / Verenigde Staten                            | Filmfestival van Cannes                             |
| 20 mei 2022        | The Valet                                              | Verenigde Staten                                        | Hulu                                                |
| 21 mei 2022        | Aftersun                                               | Verenigd Koninkrijk / Verenigde Staten                  | Filmfestival van Cannes                             |
| 21 mei 2022        | Triangle of Sadness                                    | Zweden / Verenigd Koninkrijk / Frankrijk / Duitsland    | Filmfestival van Cannes (Winnaar Gouden Palm)       |
| 22 mei 2022        | Novembre                                               | Frankrijk                                               | Filmfestival van Cannes                             |
| 22 mei 2022        | Retour à Séoul                                         | Frankrijk / Duitsland / België / Qatar / Cambodja       | Filmfestival van Cannes                             |
| 22 mei 2022        | Syk Pike                                               | Noorwegen                                               | Filmfestival van Cannes                             |
| 23 mei 2022        | Crimes of the Future                                   | Canada / Frankrijk / Verenigd Koninkrijk / Griekenland  | Filmfestival van Cannes                             |
| 23 mei 2022        | Hollywood Stargirl                                     | Verenigde Staten                                        | Los Angeles                                         |
| 23 mei 2022        | Jurassic World Dominion                                | Verenigde Staten                                        | Mexico-Stad                                         |
| 24 mei 2022        | Vanskabte land (Godland)                               | Denemarken / IJsland                                    | Filmfestival van Cannes                             |
| 25 mei 2022        | Elvis                                                  | Australië / Verenigde Staten                            | Filmfestival van Cannes                             |
| 25 mei 2022        | Stars at Noon                                          | Frankrijk                                               | Filmfestival van Cannes                             |
| 25 mei 2022        | Tori et Lokita                                         | België                                                  | Filmfestival van Cannes                             |
| 26 mei 2022        | Le Bleu du caftan                                      | Frankrijk / Marokko / België / Denemarken               | Filmfestival van Cannes                             |
| 26 mei 2022        | Interceptor                                            | Australië / Verenigde Staten                            |                                                     |
| 26 mei 2022        | Pacifiction                                            | Frankrijk / Spanje / Portugal / Duitsland               | Filmfestival van Cannes                             |
| 26 mei 2022        | Rebel                                                  | België                                                  | Filmfestival van Cannes                             |
| 27 mei 2022        | Close                                                  | België / Nederland / Frankrijk                          | Filmfestival van Cannes                             |
| 27 mei 2022        | There Are No Saints                                    | Mexico / Verenigde Staten                               |                                                     |
| 28 mei 2022        | Strijder                                               | Nederland                                               | Filmfestival van Zlín                               |
| 3 juni 2022        | Unhuman                                                | Verenigde Staten                                        |                                                     |
| 8 juni 2022        | Lightyear                                              | Verenigde Staten                                        | Los Angeles                                         |
| 11 juni 2022       | L'Employée du mois                                     | België                                                  | Tribeca Film Festival                               |
| 11 juni 2022       | Spiderhead                                             | Verenigde Staten                                        | Sydney                                              |
| 12 juni 2022       | Vengeance                                              | Verenigde Staten                                        | Tribeca Film Festival                               |
| 13 juni 2022       | Minions: The Rise of Gru                               | Verenigde Staten                                        | Festival international du film d'animation d'Annecy |
| 23 juni 2022       | Thor: Love and Thunder                                 | Verenigde Staten                                        | Los Angeles                                         |
| 25 juni 2022       | Zwanger & Co                                           | Nederland                                               |                                                     |
| 30 juni 2022       | Bon Bini Holland 3                                     | Nederland                                               |                                                     |
| 1 juli 2022        | Hot Seat                                               | Verenigde Staten                                        |                                                     |
| 1 juli 2022        | The Princess                                           | Verenigde Staten                                        | Hulu                                                |
| 6 juli 2022        | De allergrootste slijmfilm                             | Nederland                                               |                                                     |
| 10 juli 2022       | Paws of Fury: The Legend of Hank                       | Verenigde Staten / Verenigd Koninkrijk / China          | Los Angeles                                         |
| 11 juli 2022       | Where the Crawdads Sing                                | Verenigde Staten                                        | MoMa                                                |
| 13 juli 2022       | The Gray Man                                           | Verenigde Staten                                        |                                                     |
| 13 juli 2022       | Silverstar                                             | Nederland                                               |                                                     |
| 15 juli 2022       | The Railway Children Return                            | Verenigd Koninkrijk                                     |                                                     |
| 15 juli 2022       | Swallowed                                              | Verenigde Staten                                        | Fantasia International Film Festival                |
| 18 juli 2022       | Bullet Train                                           | Verenigde Staten                                        | Parijs                                              |
| 18 juli 2022       | Nope                                                   | Verenigde Staten                                        | Los Angeles                                         |
| 20 juli 2022       | H4Z4RD                                                 | België                                                  |                                                     |
| 21 juli 2022       | Prey                                                   | Verenigde Staten                                        | San Diego                                           |
| 24 juli 2022       | They/Them                                              | Verenigde Staten                                        | Outfest                                             |
| 27 juli 2022       | DC League of Super-Pets                                | Verenigde Staten                                        |                                                     |
| 29 juli 2022       | Moon Man                                               | China                                                   |                                                     |
| 3 augustus 2022    | De Bellinga's: Huis op stelten                         | Nederland                                               |                                                     |
| 5 augustus 2022    | Carter                                                 | Zuid-Korea                                              | Netflix                                             |
| 8 augustus 2022    | Beast                                                  | Verenigde Staten                                        | New York                                            |
| 18 augustus 2022   | Girl at the Window                                     | Australië                                               |                                                     |
| 31 augustus 2022   | White Noise                                            | Verenigde Staten / Verenigd Koninkrijk                  | Filmfestival van Venetië                            |
| 1 september 2022   | Bardo                                                  | Mexico                                                  | Filmfestival van Venetië                            |
| 1 september 2022   | Bobi Wine: The People's President                      | Oeganda                                                 | Filmfestival van Venetië                            |
| 1 september 2022   | Ridder Lykke                                           | Denemarken                                              | Internationaal filmfestival van Odense              |
| 1 september 2022   | Tár                                                    | Verenigde Staten                                        | Filmfestival van Venetië                            |
| 2 september 2022   | Bones and All                                          | Italië / Verenigde Staten                               | Filmfestival van Venetië                            |
| 2 september 2022   | Women Talking                                          | Verenigde Staten                                        | Filmfestival van Telluride                          |
| 3 september 2022   | All the Beauty and the Bloodshed (documentaire)        | Verenigde Staten                                        | Filmfestival van Venetië                            |
| 3 september 2022   | Argentina, 1985                                        | Argentinië                                              | Filmfestival van Venetië                            |
| 4 september 2022   | The Whale                                              | Verenigde Staten                                        | Filmfestival van Venetië                            |
| 5 september 2022   | The Banshees of Inisherin                              | Ierland / Verenigd Koninkrijk / Verenigde Staten        | Filmfestival van Venetië                            |
| 5 september 2022   | Don't Worry Darling                                    | Verenigde Staten                                        | Filmfestival van Venetië                            |
| 7 september 2022   | The Son                                                | Verenigde Staten / Frankrijk / Verenigd Koninkrijk      | Filmfestival van Venetië                            |
| 8 september 2022   | Blonde                                                 | Verenigde Staten                                        | Filmfestival van Venetië                            |
| 8 september 2022   | Pinocchio                                              | Verenigde Staten                                        | Disney+                                             |
| 9 september 2022   | Emily                                                  | Verenigd Koninkrijk / Verenigde Staten                  | Internationaal filmfestival van Toronto             |
| 9 september 2022   | Jaula                                                  | Spanje                                                  |                                                     |
| 9 september 2022   | See How They Run                                       | Verenigd Koninkrijk / Verenigde Staten                  |                                                     |
| 9 september 2022   | Sous emprise                                           | Frankrijk                                               | Netflix                                             |
| 9 september 2022   | The Woman King                                         | Verenigde Staten                                        | Internationaal filmfestival van Toronto             |
| 10 september 2022  | The Fabelmans                                          | Verenigde Staten                                        | Internationaal filmfestival van Toronto             |
| 10 september 2022  | Glass Onion: A Knives Out Mystery                      | Verenigde Staten                                        | Internationaal filmfestival van Toronto             |
| 10 september 2022  | How to Blow Up a Pipeline                              | Verenigde Staten                                        | Internationaal filmfestival van Toronto             |
| 10 september 2022  | To Kill a Tiger                                        | Canada                                                  | Internationaal filmfestival van Toronto             |
| 11 september 2022  | Carmen                                                 | Australië / Frankrijk / Verenigde Staten                | Internationaal filmfestival van Toronto             |
| 11 september 2022  | Chevalier                                              | Verenigde Staten                                        | Internationaal filmfestival van Toronto             |
| 11 september 2022  | The Good Nurse                                         | Verenigde Staten                                        | Internationaal filmfestival van Toronto             |
| 12 september 2022  | Catherine Called Birdy                                 | Verenigd Koninkrijk / Verenigde Staten                  | Internationaal filmfestival van Toronto             |
| 18 september 2022  | Amsterdam                                              | Verenigde Staten                                        | New York                                            |
| 21 september 2022  | Zee van tijd                                           | Nederland                                               | Nederlands Film Festival                            |
| 24 september 2022  | Narcosis                                               | Nederland                                               | Nederlands Film Festival                            |
| 26 september 2022  | Invincible                                             | Canada                                                  | Internationaal filmfestival van Tirana              |
| 28 september 2022  | Hellraiser                                             | Verenigde Staten / Servië                               | Fantastic Fest                                      |
| 29 september 2022  | Amerikatsi                                             | Armenië                                                 | Woodstock Film Festival                             |
| 30 september 2022  | Hocus Pocus 2                                          | Verenigde Staten                                        | Disney+                                             |
| 2 oktober 22       | De Grote Sinterklaasfilm: Gespuis in de speelgoedkluis | Nederland                                               |                                                     |
| 3 oktober 2022     | Black Adam                                             | Verenigde Staten                                        | Mexico-Stad                                         |
| 4 oktober 2022     | De Kleine Grote Sinterklaasfilm                        | Nederland                                               | Videoland                                           |
| 5 oktober 2022     | Mr. Harrigan's Phone                                   | Verenigde Staten                                        | Netflix                                             |
| 6 oktober 2022     | El castigo                                             | Chili / Argentinië                                      |                                                     |
| 11 oktober 2022    | Halloween Ends                                         | Verenigde Staten                                        | Los Angeles                                         |
| 12 oktober 2022    | Totem                                                  | Nederland                                               | Cinekid Festival                                    |
| 15 oktober 2022    | Pinocchio                                              | Verenigde Staten / Mexico / Frankrijk                   | Filmfestival van Londen                             |
| 16 oktober 2022    | Influencer                                             | Verenigde Staten                                        | Brooklyn Horror Film Festival                       |
| 18 oktober 2022    | The School for Good and Evil                           | Verenigde Staten                                        | Los Angeles                                         |
| 20 oktober 2022    | Kwestie van geduld                                     | Nederland                                               |                                                     |
| 25 oktober 2022    | Zillion                                                | België / Nederland                                      |                                                     |
| 26 oktober 2022    | Black Panther: Wakanda Forever                         | Verenigde Staten                                        |                                                     |
| 30 oktober 2022    | Talk to Me                                             | Australië                                               | Filmfestival van Adelaide                           |
| 31 oktober 2022    | Stromboli                                              | Nederland                                               |                                                     |
| 1 november 2022    | The Takeover                                           | Nederland                                               | Netflix                                             |
| 7 november 2022    | Casa Coco                                              | Nederland                                               |                                                     |
| 7 november 2022    | Suzume                                                 | Japan                                                   |                                                     |
| 11 november 2022   | Paradise City                                          | Verenigde Staten                                        |                                                     |
| 13 november 2022   | The Amazing Maurice                                    | Verenigd Koninkrijk / Duitsland                         | Manchester Animation Festival                       |
| 15 november 2022   | Strange World                                          | Verenigde Staten                                        | Los Angeles                                         |
| 3 december 2022    | The First Slam Dunk                                    | Japan                                                   |                                                     |
| 6 december 2022    | Avatar: The Way of Water                               | Verenigde Staten                                        | Londen                                              |
| 7 december 2022    | De Familie Claus 3                                     | België / Nederland                                      | Netflix                                             |
| 7 december 2022    | Puss in Boots: The Last Wish                           | Verenigde Staten                                        |                                                     |
| 11 december 2022   | Tot zonsondergang                                      | Nederland                                               |                                                     |
| 13 december 2022   | Ome Cor                                                | Nederland                                               |                                                     |
| 15 december 2022   | Babylon                                                | Verenigde Staten                                        | Los Angeles                                         |
| 22 december 2022   | Faithfully Yours                                       | Nederland                                               |                                                     |
| 25 december 2022   | The Boy, the Mole, the Fox and the Horse               | Verenigde Staten / Verenigd Koninkrijk                  | korte animatiefilm                                  |
| 29 december 2022   | A Man Called Otto                                      | Verenigde Staten                                        |                                                     |

1870-1879 · 1880-1889 · 1890 · 1891 · 1892 · 1893 · 1894 · 1895 · 1896 · 1897 · 1898 · 1899 · 1900 · 1901 · 1902 · 1903 · 1904 · 1905 · 1906 · 1907 · 1908 · 1909 · 1910 · 1911 · 1912 · 1913 · 1914 · 1915 · 1916 · 1917 · 1918 · 1919 · 1920 · 1921 · 1922 · 1923 · 1924 · 1925 · 1926 · 1927 · 1928 · 1929 · 1930 · 1931 · 1932 · 1933 · 1934 · 1935 · 1936 · 1937 · 1938 · 1939 · 1940 · 1941 · 1942 · 1943 · 1944 · 1945 · 1946 · 1947 · 1948 · 1949 · 1950 · 1951 · 1952 · 1953 · 1954 · 1955 · 1956 · 1957 · 1958 · 1959 · 1960 · 1961 · 1962 · 1963 · 1964 · 1965 · 1966 · 1967 · 1968 · 1969 · 1970 · 1971 · 1972 · 1973 · 1974 · 1975 · 1976 · 1977 · 1978 · 1979 · 1980 · 1981 · 1982 · 1983 · 1984 · 1985 · 1986 · 1987 · 1988 · 1989 · 1990 · 1991 · 1992 · 1993 · 1994 · 1995 · 1996 · 1997 · 1998 · 1999 · 2000 · 2001 · 2002 · 2003 · 2004 · 2005 · 2006 · 2007 · 2008 · 2009 · 2010 · 2011 · 2012 · 2013 · 2014 · 2015 · 2016 · 2017 · 2018 · 2019 · 2020 · 2021 · 2022 · 2023 · 2024 · 2025